# Super Copa Gaúcha de 2013
A Super Copa Gaúcha 2013, foi a primeira edição do torneio de futebol profissional do Rio Grande do Sul, sendo realizado em 2013 pela Federação Gaúcha de Futebol. Os clubes que conquistaram vaga para esta competição foram os campeões[carece de fontes?] das Copas Regionais: Campeonato da Região Metropolitana, Campeonato da Região Serrana e Campeonato da Região Sul-Fronteira, além do campeão da Copa FGF.
O campeão da edição 2013 foi o Esporte Clube Pelotas, que empatou com o Sport Club Internacional pelo placar de 1x1 no tempo normal e venceu por 7x6 nos pênaltis.

## Fórmula de Disputa
O torneio foi disputado em sede única, localizada em Pelotas

### Semifinal
O torneio começou na fase semifinal, em jogos únicos (somente de "ida"), em dois confrontos que foram definidos por sorteio, entre os três clubes vencedores das Copas Regionais (EC Pelotas, SC Internacional e EC Passo Fundo) e o ganhador da Copa Willy Sanvitto (EC Novo Hamburgo). Os confrontos ficaram definidos entre SC Internacional x EC Passo Fundo e EC Pelotas x EC Novo Hamburgo. Os dois jogos ocorreram, dia 15 de novembro de 2013, no estadio da Boca do Lobo, em Pelotas.

#### Final
Disputada entre as equipes vencedoras dos confrontos semifinais, teve como confronto SC Internacional x EC Pelotas, com a vitória do time pelotense.

## Vagas
Ao campeão coube o direito de disputar o Campeonato Brasileiro de Futebol - Série D.

## Equipes classificadas
| Região               | Equipe        | Cidade        | Classificação                                              | Participação |
| -------------------- | ------------- | ------------- | ---------------------------------------------------------- | ------------ |
| Região Metropolitana | Internacional | Porto Alegre  | Vice-Campeão do Campeonato da Região Metropolitana de 2013 | 1ª           |
| Região Metropolitana | Novo Hamburgo | Novo Hamburgo | Campeão da Copa FGF de 2013                                | 1ª           |
| Região Serrana       | Passo Fundo   | Passo Fundo   | Campeão do Campeonato da Região Serrana de 2013            | 1ª           |
| Região Sul-Fronteira | Pelotas       | Pelotas       | Campeão do Campeonato da Região Sul-Fronteira de 2013      | 1ª           |

- O Internacional se classificou como vice-campeão pois o campeão do Campeonato da Região Metropolitana de 2013, Novo Hamburgo já havia se classificado por ser campeão da Copa FGF de 2013.

## Árbitros
Lista dos árbitros e assistentes nomeados para o torneio:
| Árbitros                      | Assistentes                    | Assistentes               |
| FGF                           | FGF                            | FGF                       |
| ----------------------------- | ------------------------------ | ------------------------- |
| RS Márcio Chagas da Silva     | RS Rafael da Silva Alves       | RS Jorge Eduardo Bernardi |
| RS Leandro Pedro Vuaden       | RS Marcelo Bertanha Barison    | RS Júli César dos Santos  |
| RS Jean Pierre Gonçalves Lima | RS Marcelo Oliveira e Silva    | RS Cláudio Luís Gonçalves |
| RS Fabrício Neves Corrêa      | RS Alexandre Antônio Kleiniche | RS Lúcio Beiersdorf Flor  |

## Estádios
Pelotas foi a cidade-sede da edição de 2013.
| Pelotas              |
| Estádio Boca do Lobo |
| Capacidade: 23 336   |
|                      |

## Jogos
|  | Semifinais               | Semifinais               |       |                          | Final                    | Final |  |
|  |                          |                          |       |                          |                          |       |  |
|  | 15 de novembro - Pelotas |                          |       |                          |                          |       |  |
|  | Passo Fundo              | 1                        |       |                          |                          |       |  |
|  | Internacional            | 2                        |       |                          |                          |       |  |
|  |                          |                          |       |                          |                          |       |  |
|  |                          |                          |       |                          | 17 de novembro - Pelotas |       |  |
|  |                          |                          |       |                          | Internacional            | 1 (6) |  |
|  |                          | Pelotas (pen)            | 1 (7) |                          |                          |       |  |
|  |                          |                          |       |                          |                          |       |  |
|  |                          |                          |       |                          |                          |       |  |
|  |                          |                          |       |                          | Terceiro lugar           |       |  |
|  | 15 de novembro - Pelotas | 15 de novembro - Pelotas |       | 17 de novembro - Pelotas | 17 de novembro - Pelotas |       |  |
|  | Pelotas (pen)            | 0 (3)                    |       | Passo Fundo              | 0                        |       |  |
|  | Novo Hamburgo            | 0 (2)                    |       |                          | Novo Hamburgo            | 1     |  |

### Semifinal
| 15 de novembro | Passo Fundo         | 1 - 2     | Internacional            | Boca do Lobo, Pelotas               |
| 18:00          | Matheus Santana 41' | Relatório | Nathan 1' · Bertotto 18' | Árbitro: Jean Pierre Gonçalves Lima |

| 15 de novembro | Pelotas | 0 - 0     | Novo Hamburgo | Boca do Lobo, Pelotas          |
| 20:30          |         | Relatório |               | Árbitro: Fabrício Neves Corrêa |

|                                                             |       | Penalidades                    |  |
| Jefferson Mithyuê Tiago Gaúcho Fabiano Gadelha Paulo Sérgio | 3 – 2 | Geovane Alex Bruno Puyol Diego |  |

### Disputa do 3º lugar
| 17 de novembro | Passo Fundo | 0 - 1     | Novo Hamburgo | Boca do Lobo, Pelotas           |
| 17:00          |             | Relatório | 83' Puyol     | Árbitro: Márcio Chagas da Silva |

### Final
| 17 de novembro | Pelotas       | 1 - 1     | Internacional | Boca do Lobo, Pelotas   |
| 20:00          | 14' Jefferson | Relatório | 69' Bertotto  | Árbitro: Leandro Vuaden |

|                                                                             |       | Penalidades                                                        |  |
| Bruno Salvador Fabiano Gadelha Paraná Kairon Paulo Sérgio Pedrão Igor Elton | 7 – 6 | Diogo Vilella Mike Romário Bertotto Marlon Rodrigo Dourado Ben Hur |  |

Fair Play
| Fair play | Pelotas |

### Individuais
| Bola de Ouro           | Bola de Prata            | Bola de Bronze            |
| ---------------------- | ------------------------ | ------------------------- |
| Paulo Sérgio (Pelotas) | Bertotto (Internacional) | Fabiano Gadelha (Pelotas) |

## Classificação final
| Times | Times         | PG | J | V | E | D | GP | GC | SG |
| ----- | ------------- | -- | - | - | - | - | -- | -- | -- |
| 1     | Pelotas       | 2  | 2 | 0 | 2 | 0 | 1  | 1  | 0  |
| 2     | Internacional | 4  | 2 | 1 | 1 | 0 | 3  | 2  | +1 |
| 3     | Novo Hamburgo | 4  | 2 | 1 | 1 | 0 | 1  | 0  | +1 |
| 4     | Passo Fundo   | 0  | 2 | 0 | 0 | 2 | 1  | 3  | -2 |